# Max Nivelli
Max Nivelli (ur. 1 stycznia 1878, zm. 27 lutego 1926) – niemiecki producent filmowy działający w Berlinie w okresie Republiki Weimarskiej. W swoim czasie był jednym z pierwszych, którzy zajmowali się tematami związanymi z antysemityzmem i uprzedzeniami. Nivelli zmarł w stosunkowo młodym wieku (48 lat) i zdążył działać w przemyśle filmowym niecałe 10 lat. Mimo to, wyprodukował 19 filmów, w tym 15 pełnometrażowych. Filmy Nivellego, podobnie jak większość filmów w owym czasie, były czarno-białymi filmami niemymi i utrwalane były na celuloidzie. Do czasów współczesnych zachował się tylko jego ostatni film "Einigkeit und Recht und Freiheit", który został zrekonstruowany i poddany obróbce cyfrowej.

## Wczesne lata
Max Nivelli urodził się jako Menachem (Mendel) Lewin w żydowskiej rodzinie w Polsce, pod zaborem rosyjskim, w miasteczku Kuźnica. Jego rodzice, Szmuel i Cipora Lewin, zajmowali się wyrobem słodyczy. Mendel Lewin w młodości wyjechał do Berlina i rozpoczął tam działalność w tej samej branży. W latach 1903–1911 był wspólnikiem i właścicielem kilku firm produkujących dżemy, cukierki i czekolady.
W roku 1904 poślubił w Berlinie Helenę Kaufmann z miejscowości Roździeń (obecnie część Katowic). Małżeństwo to miało dwie córki – Teodorę i Reginę.
W roku 1912 Mendel Lewin przybrał nazwisko sceniczne Max Nivelli (oparte na anagramie nazwiska Lewin). Uczył się śpiewu operowego w renomowanej berlińskiej szkole muzycznej Stern'sches Konservatorium, występował na scenach operowych całej Europy, a także nauczał śpiewu solowego w językach rosyjskim i niemieckim w berlińskim Ochs-Eichelberg-Konservatorium.

## Produkcja filmowa
W roku 1918 Max Nivelli założył wspólnie z Erwinem Kampfem swą pierwszą wytwórnię filmową Nivelli-Film Fabrikation. W tymże roku firma ta wyprodukowała cztery filmy pełnometrażowe. Do pierwszego z nich („Lebensbahnen – Ein Sängerleben”) Nivelli napisał także scenariusz i wystąpił w nim grając śpiewaka operowego.
Po roku działalności Nivelli rozstał się ze wspólnikiem i powołał swą własną wytwórnię Nivo-Film & Co. Dwa z filmów („Der Ritualmord”, „Die entfesselte Menscheit”) nowej wytwórni reżyserował znany austriacki reżyser Joseph Delmont. Filmy te miały wydźwięk społeczny i polityczny i należały do najważniejszych w karierze Nivellego.
Nivelli preferował pracę z tym samym reżyserem nad więcej niż jednym projektem. Poza Delmontem współpracował także z niemieckim reżyserem Carlem Boese, z którym wyprodukował cztery filmy, a wśród nich „Nocturno der Liebe”, opartym na biografii Fryderyka Chopina. Nivelli wyprodukował także dwa filmy z Arthurem Ullmanem, po czym zajął się produkcją „serii Albani” – trzech romantycznych filmów wyreżyserowanych przez Włocha Guido Schamberga-Parischa, z włoską gwiazdą Marcellą Albani w roli głównej.

## Ostatnie lata
W czasach kryzysu ekonomicznego i szalejącej w Niemczech hiperinflacji (1921-1924) Max Nivelli stracił znaczną część swego majątku. Wraz z nowym wspólnikiem, Arthurem Gregorem, zajął się także inną działalnością związaną z branżą filmową, obejmującą import, eksport, dystrybucję i wypożyczanie filmów. Zarządzał również berlińskim kinem „Lichtspiel Palmenhaus Kino” i zasiadał w radzie nadzorczej warszawskiej spółki PawFilm, zajmującej się produkcją i dystrybucją filmów. Pod koniec tego okresu, w roku 1924, Nivelli wyprodukował cztery krótkie filmy dokumentalne, poświęcone głównie ceremoniom i uroczystościom państwowym.
W czerwcu 1925 założył wspólnie z Sanderem Keisermannem nową firmę Nivelli Film Max Nivelli & Co. Nowa firma przystąpiła niezwłocznie do produkcji kolejnego, już trzeciego filmu w reżyserii Josepha Delmonta „Einigkeit und Recht und Freiheit”, poświęconego kwestiom socjalnym. Tuż przed ukończeniem filmu Max Nivelli zmarł niespodziewanie w Berlinie na atak serca.
W prasie branżowej złożono mu pośmiertny hołd, opisując go jako człowieka błyskotliwego i kreatywnego, o niewyczerpanej energii, popularnego w berlińskim światku filmowym.

## Najważniejsze filmy

### „Der Ritualmord” („Mord rytualny”) / „Die Geächteten” („Wygnańcy”)
Film ten został zrealizowany w roku 1919 i miał uświadomić widzom niebezpieczeństwa związane z antysemityzmem w ogóle, a w szczególności z zarzutami o rzekome mordy rytualne. Był popularyzowany na rynku jako „film oświeceniowy” (Aufklärungsfilm). Po zakończeniu I wojny światowej do zachodniej Europy przybyła fala emigrantów żydowskich wzmagając w Niemczech antysemityzm i ksenofobię. W wyniku tego w niemieckiej debacie publicznej pojawiła się tzw. „kwestia żydowska” (die Judenfrage), w ramach której dyskutowano także zagadnienie intymnych relacji między Niemcami i Żydami, co było dotychczas uznawane za swego rodzaju tabu.
Film „Der Ritualmord” opisuje pogrom w wiosce w carskiej Rosji w wyniku pogłosek o mordzie rytualnym dokonanym przez Żydów, szerzących się po zaginięciu małej dziewczynki. Według tych pogłosek mordu dokonał przywódca miejscowej gminy żydowskiej. Młody rosyjski student ratuje przed ukamienowaniem owego przywódcę, w którego córce jest zakochany. Gdy dziewczynka odnajduje się cała i zdrowa, spisek rzucający na Żydów oszczerstwo o dokonanie mordu rytualnego zostaje ujawniony, lecz jest już za późno dla ciężko rannej w ataku córki przywódcy. Jej ojciec i student wspólnie ślubują, że będą zwalczać uprzedzenia, które doprowadziły do tej tragedii.
Berlińska prapremiera filmu była ważnym wydarzeniem z udziałem krytyków filmowych z wszystkich ważnych czasopism oraz osobistości z berlińskiego świata kultury i sztuki. Po zakończeniu filmu rozległy się owacje. W recenzjach pisano, że to „wybitne dzieło”, „jeden z najlepszych filmów, jakie dotychczas zrealizowano” oraz że jest to film „którego bohater nie jest konkretną osobą, lecz całym narodem”. Podkreślano szczególną rolę Maxa Nivelli jako siły napędowej tego projektu, w ramach którego „udało mu się przekazać jego wizję liberalizmu i konieczności walki z uprzedzeniami” i „dlatego winien być uznany za jednego z momumentalnych twórców filmowych swego czasu”. Po sześciu tygodniach od premiery, co wówczas było okresem rekordowym, film został zakupiony przez wiele krajów na całym świecie i jednocześnie otrzymano zamówienia na kolejny film „Die Entfesselte Menscheit”.

### „Die entfesselte Menscheit” („Ludzkość uwolniona z kajdan”)
Film jest adaptacją noszącej ten sam tytuł i opublikowanej w roku 1919 powieści urodzonego w Jarosławiu austriackiego scenarzysty i producenta filmowego Maxa Glassa. W swej powieści Glass opisywał mroczny świat zżerany przez choroby i wojny. Producenci filmu zdecydowali się umieścić jego akcję w bardziej współczesnym kontekście i stworzyli pierwszą fabularną opowieść o niemieckim Powstaniu Spartakusa. Film został uznany za jeden z antybolszewickich filmów owych czasów.
Film opisuje brutalne powstanie grupy robotników chcących obalić panujący porządek, które nieomal nie doprowadziło do wojny domowej. Odzwierciedla on narastający niepokój większości niemieckiego społeczeństwa, powodowany zaostrzającą się radykalizacją polityczną. Niepokój ten nie był bezpodstawny. Jeszcze w trakcie kręcenia filmu dokonano kolejnej próby przewrotu, tym razem przez nacjonalistów i monarchistów (pucz Kappa-Lüttwitza). Prasowe informacje o filmie zwróciły uwagę sfer rządowych obawiających się, że film może źle wpłynąć na wizerunek Niemiec za granicą. Nivelli został wezwany do Ministerstwa Spraw Zagranicznych, gdzie poproszono go, aby przedstawiciele ministerstwa mogli obejrzeć film zanim trafi na ekrany. W czerwcu 1920 roku cenzura zatwierdziła film do rozpowszechniania, jednak biorąc pod uwagę wrażliwość poruszonej w filmie kwestii firma Nivo-Film zdecydowała się odłożyć jego premierę.
W prapremierze, która odbyła się sześć miesięcy później, uczestniczyły liczne osobistości, włącznie z przedstawicielami rządu. Większość krytyków uznała film za sukces. Nazwano go „ważnym dokumentem historycznym”, „jednym z najlepszych pokazanych w ostatnich latach” oraz „fascynującym i realistycznym”. Niektórzy chwalili odwagę, jaką wykazali się twórcy filmu ośmielając się zająć tematem tak wrażliwym w okresie, kiedy wspomnienia po niedawnych wydarzeniach były jeszcze świeże. Z drugiej strony, prasa o orientacji socjalistycznej twierdziła, że robotnicy zostali przedstawieni w sposób zbyt negatywny i że celem filmu było zasianie obaw w społeczeństwie. W sensie artystycznym uznano film za przełomowy – w jego ekranizacji uczestniczyło 17 tysięcy osób. Pisano, że „wyraźne ukierunkowanie tematyczne, doskonała konstrukcja oraz emocjonalna fabuła nadały filmowi wyraz i rozmach”.

## Filmografia
| Rok  | Tytuł [tytuł alternatywny]                           | Reżyser         | Kategoria |
| ---- | ---------------------------------------------------- | --------------- | --------- |
| 1918 | Lebensbahnen – Ein Sängerleben                       | Ernst Sachs     | fabuła    |
| 1918 | Der Glückssucher                                     | Arthur Ullmann  | fabuła    |
| 1918 | Die Gestohlene Seele                                 | Carl Boese      | fabuła    |
| 1918 | Der Fluch des Nuri [Das Lied des Nisami]             | Carl Boese      | fabuła    |
| 1918 | Das Alte Bild                                        | Arthur Ullmann  | fabuła    |
| 1919 | Der Ritualmord [Die Geächteten]                      | Joseph Delmont  | fabuła    |
| 1919 | Nocturno der Liebe [Chopin]                          | Carl Boese      | fabuła    |
| 1919 | Die Tochter des Bajazzo [Das Alte Lied]              | Arthur Ullmann  | fabuła    |
| 1920 | Die entfesselte Menschheit                           | Joseph Delmont  | fabuła    |
| 1922 | Dolores                                              | Carl Boese      | fabuła    |
| 1922 | Frauenschicksal                                      | Guido Schamberg | fabuła    |
| 1923 | Das Spiel der Liebe                                  | Guido Schamberg | fabuła    |
| 1923 | Liebe und Ehe                                        | nieznany        | fabuła    |
| 1923 | Im Rausche der Leidenschaft                          | Guido Schamberg | fabuła    |
| 1924 | Die Samland-Bäder (Die ostpreußische Bernsteinküste) | nieznany        | dokument  |
| 1924 | Die Tannenbergfeier in Königsberg                    | nieznany        | dokument  |
| 1924 | Die Verfassungsfeier in Berlin                       | nieznany        | dokument  |
| 1924 | Die Ehrengedenkfeier für die Toten Helden            | nieznany        | dokument  |
| 1926 | Einigkeit und Recht und Freiheit                     | Joseph Delmont  | fabuła    |